# Joseph Urdich
Joseph Urdich (* 28. August 1904 in Zadar, Dalmatien; † 1941) war Bibliothekar an der Universitätsbibliothek Graz, wo er Bücherdiebstähle beging, die 1929 großes Aufsehen erregten.
Urdich studierte Klassische Philologie und Klassische Archäologie an der Universität Graz und wurde 1925 promoviert. Am 27. Juni 1927 trat er in die Universitätsbibliothek Graz ein, wo er 1929 wegen Bücherdiebstahls wieder entlassen wurde.
Während seiner Tätigkeit als akademischer Bibliothekar entwendete Urdich zahlreiche Inkunabeln sowie wertvolle Bücher aus dem 16. und 17. Jahrhundert, um sich durch deren Verkauf zu bereichern. Zum Zweck der Verschleierung vergab er die Signaturen und Inventarnummern der gestohlenen Bücher nochmals an Neuzugänge und tilgte die Spuren der nun nicht mehr vorhandenen Werke in den Katalogen. Dass er für die Verkaufs-Korrespondenz Briefpapier mit dem Kopf der Universitätsbibliothek verwendete, führte zu seiner zufälligen Entdeckung, als ein Antwortbrief irrtümlich an die Bibliothek geschickt wurde und so dem Bibliotheksdirektor Jakob Fellin in die Hände fiel. Nach einer Hausdurchsuchung wurde Urdich im Juli 1929 verhaftet und nach einer Gerichtsverhandlung am 13. und 15. Februar 1930 in Graz zu zwei Jahren schweren Kerkers verurteilt. 1939 war er in der Abteilung Schulung der Gauverwaltung Niederdonau der Deutschen Arbeitsfront in Wien tätig.

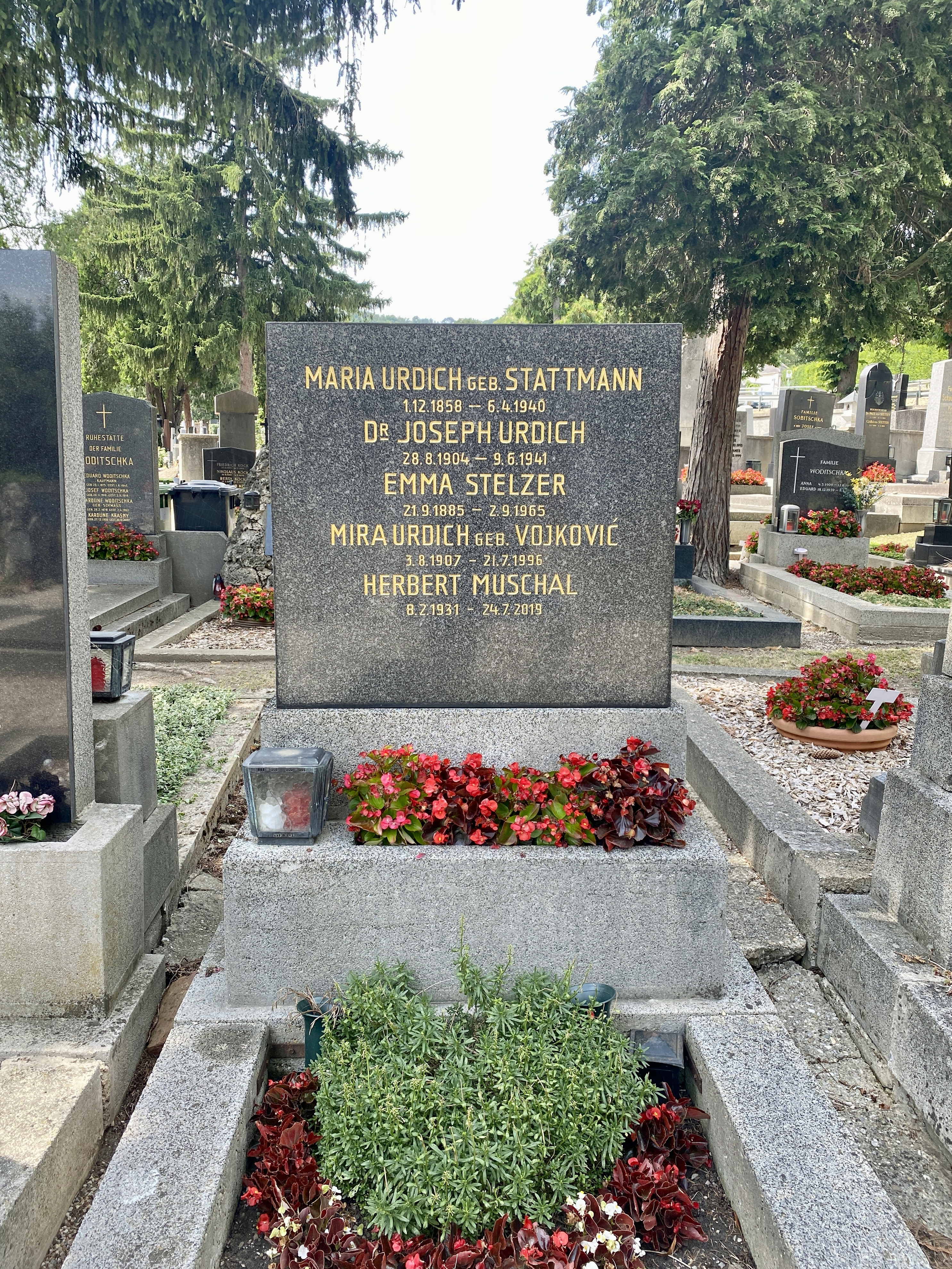
Grab von Joseph Urdich

Joseph Urdich starb 1941 und wurde auf dem Weidlinger Friedhof in Klosterneuburg bestattet.

## Veröffentlichungen
- Joseph Urdich-Cobenzl: Epigraphische Untersuchungen zur Geschichte des römischen Heeres in Dalmatien. Wien [26, Weidling], [Archivar Dr.] J. Urdich-Cobenzl 1939. 74 gez. Bl.